# ティーターン
ティーターン（古希: Τιτάν、古代ギリシア語ラテン翻字: Tītān）は、ギリシア神話・ローマ神話に登場する神々である。ウーラノス（天）の王権を簒奪したクロノスを始め、オリュンポスの神々に先行する古の神々である。巨大な体を持つとされる。
日本ではしばしばティタン、ティターン、あるいは英語による発音にもとづいてタイタンと表記される。

## 概説
狭義には、ウーラノスとガイアの間に生まれた12柱の神々の兄弟姉妹を指す。クロノスはその末弟。これにディオーネーを加える場合もある。
- オーケアノス…海（大洋）の神
- コイオス…女神レートー・アステリアーの父
- クレイオス…星の神アストライオス・ペルセース・パラースの父
- ヒュペリーオーン…テイアーの夫、太陽神ヘリオス・月女神セレーネー・曙の女神エーオースの父
- イーアペトス…巨神アトラース・メノイティオス・プロメーテウス・エピメーテウスの父
- クロノス…農耕の神、ティターン神族の長、ヘスティアー・デーメーテール・ヘーラー・ハーデース・ポセイドン・ゼウスの父であり先代の神々の王
- テイアー…輝きの女神、クレイオスの妻、太陽神ヘリオス・月女神セレーネー・曙の女神エーオースの母
- レアー…大地の女神、クロノスの妻、ヘスティア・デーメーテール・ヘーラー・ハーデース・ポセイドン・ゼウスの母
- テミス…法と掟の女神、ゼウスの2人目の妻、ホーラー三女神・モイライ三女神の母
- ムネーモシュネー…記憶の女神、ムーサ9柱の母
- ポイベー…光明の女神、女神レートー・星の女神アステリアーの母
- テーテュース…オーケアノスの妻

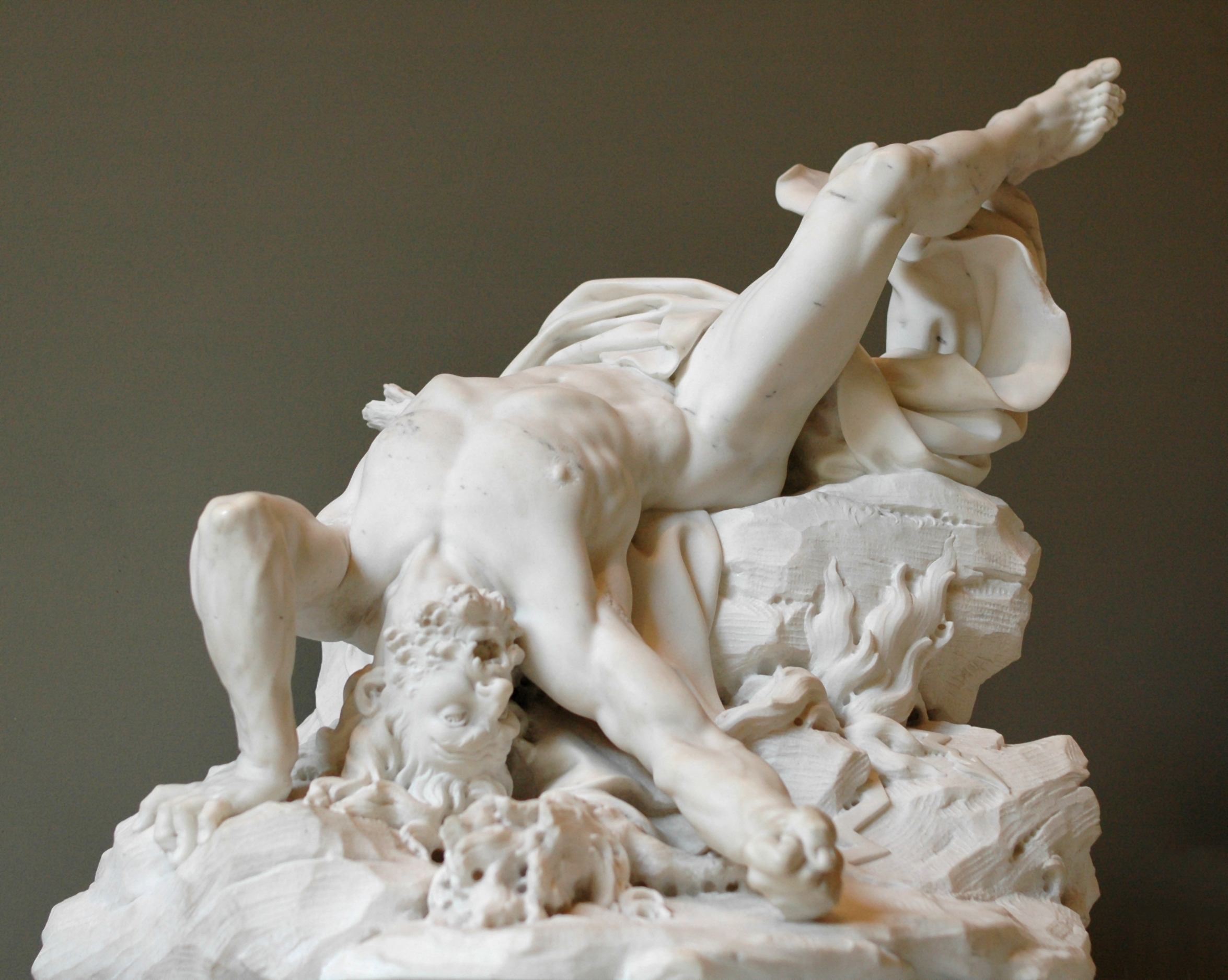
雷霆に撃たれたティーターン

広義には、ヘーリオスやセレーネー、プロメーテウスなど狭義のティーターンの子孫（特にゼウスに与しない神々）も、ティーターンと呼ばれる事がある。
ゼウスが父クロノスに戦いを挑んだ時、ティーターンたちの多くもクロノス側につき、10年にわたる大戦争となった。この戦争をティーターノマキアーという。
ちなみにティーターンはバルカン半島においてゼウス信仰が確立する以前の、古い時代の自然神と思われる（ゼウスはインド・ヨーロッパ語族共通の天空神に由来する）。地底に封じ込められており、彼らが時々暴れると地震がおきると信じられていた。